# 布拉德福德·基尼
布拉德福德·基尼（英語：Bradford Keeney，1951年4月3日—），美国心理学家、心理治疗师、控制论学家，美国婚姻家庭治疗协会成员，著有《变的美学：临床心理学家的控制论手册》（英語：Aesthetics of Change）等书。